# 黃桂蘭 (清朝)
黃桂蘭（？年—1884年4月11日），安徽省廬州府合肥縣（今屬合肥市）人，清朝軍事將領。

## 生平
淮軍出身。光绪九年（1883年）六月十九，由记名提督调任廣西提督。光绪十年（1884年），三月十六日，中法戰爭在北寧戰敗自殺。三月十七日，因北寧失守，上諭革职逮問。四月四日，由兩廣總督張樹聲奏報黃桂蘭已經自盡等情形。